# Dermolepida pica
Dermolepida pica är en skalbaggsart som beskrevs av Gilbert John Arrow 1916. Dermolepida pica ingår i släktet Dermolepida och familjen Melolonthidae. Inga underarter finns listade i Catalogue of Life.